# Panuhat
Panuhat é uma vila no distrito de Barddhaman, no estado indiano de Bengala Ocidental.

## Demografia
Segundo o censo de 2001, Panuhat tinha uma população de 5665 habitantes. Os indivíduos do sexo masculino constituem 51% da população e os do sexo feminino 49%. Panuhat tem uma taxa de literacia de 60%, superior à média nacional de 59,5%: a literacia no sexo masculino é de 67% e no sexo feminino é de 54%. Em Panuhat, 12% da população está abaixo dos 6 anos de idade.